# Astragalus eremophilus
Astragalus eremophilus es una especie de planta del género Astragalus, de la familia de las leguminosas, orden Fabales.

## Distribución
Astragalus eremophilus se distribuye por Argelia, Chad, Egipto, Eritrea, Estados del Golfo, Irán, Libia, Mauritania, Marruecos, Omán, Pakistán, Palestina, Arabia Saudita, Sinaí, Sudán y Sáhara Occidental.

## Taxonomía
Fue descrita científicamente por Boiss. Fue publicado en Diagnoses Plantarum Orientalium 2: 54 (1843).